# Stjepan Jukić-Peladić
Stjepan Jukić-Peladić (Split, 8. siječnja 1935. – Split, 28. rujna 2022.) bio je hrvatski biolog i nogometaš, predsjednik RNK Split 1988. i predsjednik Hajduka od 1990. do 1992.

## Životopis
Stjepan Jukić-Peladić rođen je u Splitu 8. siječnja 1935. Osnovnu školu i gimnaziju pohađao je u rodnom gradu.
Svoju nogometnu karijeru započeo je 1948. u Hajduku. Za prvu momčad je odigrao jednu utakmicu i to prvenstvenu 15. ožujka 1953. u kojoj je Hajduk igrao 0:0 u gostima sa Spartakom u Subotici.
Statistika u Hajduku
| Natjecanje        | Nastupi | Zgoditci |
| ----------------- | ------- | -------- |
| Prvenstvo         | 1       | 0        |
| Kup               | 0       | 0        |
| Superkup          | 0       | 0        |
| Međunarodne       | 0       | 0        |
| Splitski podsavez | 0       | 0        |
| Ukupno            | 1       | 0        |
| Prijateljske      | 0       | 0        |
| Sveukupno         | 1       | 0        |

Godine 1954. prelazi u RNK Split za koji je igrao sve do odlaska na Prirodoslovno-matematičkom fakultetu u Beogradu. Od 1957. do 1958. igrao je za Srem iz Srijemske Mitrovice. Godine 1960. diplomirao je na beogradskom Prirodoslovno-matematičkom fakultetu. Od 1960. do 1961. igrao je i djelomično trenirao Dubrovnik.
Godine 1965. magistrirao je na Prirodoslovno-matematičkom fakultetu u Zagrebu. Osam godina kasnije doktorirao je na istom fakultetu.
Bio je predsjednik RNK Split 1988. i predsjednik Hajduka od 1990. do 1992. Dok je bio predsjednik Hajduka, Hajduk je osvojio Kup maršala Tita 1990./91., 1. HNL 1992., Hrvatski nogometni kup 1992./93. i Hrvatski nogometni superkup 1992.
Preminuo je 28. rujna 2022.